# Umbraculum
Umbraculum (лат.) — род морских улиток, или ложных морских блюдечек, брюхоногих моллюсков семейства Umbraculidae.

## Классификация
К 2024 г. определяется единственным видом:
- Umbraculum umbraculum (Lightfoot, 1786)

## Систематика
Представителей рода обнаруживали в водах умеренных и тропических морей в самых разных частях мира, и по месту нахождения давались видовые имена, например Umbraculum mediterraneum (Lamarck, 1819) по материалу из Средиземного моря, Umbraculum plicatulum (Martens, 1881) для экземпляров из Карибского бассейна и Западной Атлантики и Umbraculum umbraculum (Lightfoot, 1786) с Umbraculum sinicum (Gmelin, 1791) для тихоокеанских моллюсков к западу от Индии. Компиляцию большей части ранних названий можно найти в «Руководство по конхиологии; Структура и систематика. С иллюстрациями видов» Пилсбри от 1896 г.
Хотя большинство авторов сходятся во мнении, что названий видов слишком много, не было достигнуто общего решения, какие из них действительны. Бёрн (1959) считал, что существует только один действительный вид, U.sinicum, но Маркус и Маркус (1967) и Маркус (1985) обозначали U. plicatulum как действующий вид для популяции Западной Атлантики. Гуаньгюй (1981) описал новый китайский вид U. pulchrum и посчитал достоверными ещё пять видов — U. umbraculum, U.mediterraneum, U. plicatulum, U. pictum (Bergh, 1905) и U. ovalis (Carpenter, 1856). Томпсон (1970) выделил один атлантико-средиземноморский вид U. mediterraneum и один западноиндийский тихоокеанский вид U. sinicum. Уиллан (1998) пишет, что «большинство специалистов по систематике заднежаберных поддерживают идею о том, что есть единственный представитель семейства, Umbraculum umbraculum, распространённый повсеместно, в тропических и умеренно-тёплых водах западноиндийских тихоокеанских морей…» Обмен мнениями продолжается.
Во время немецкой экспедиции на научно-исследовательском судне «Метеор» к восточной Атлантике и западу Канарских островов на вершине Большой Метеорной Горы было добыто множество образцов рода Umbraculum. Проблемы с отнесением найденного материала к одному из двух самых распространённых видов (U. umbraculum и U.mediterraneum) послужили толчком к тщательному анализу экземпляров с Большой Метеорной Горы, Азорских островов, Средиземного моря и юго-запада Тихого океана (Австралия, Соломоновы Острова, Новая Зеландия). В результате сравнения анатомии, гистологии и трёх разных генов исследователи пришли к выводу, что все образцы являются представителями одного вида — Umbraculum umbraculum. Хотя исследованы были животные не всех известных местностей, существует множество доказательств, указывающих, что все известные представители Umbraculum принадлежат к одному виду — предположение, ранее высказанное Бёрном в 1959 г.